# Rue Félix-Pyat
La rue Félix-Pyat est une voie marseillaise.

## Situation et accès
Cette rue située dans le 3e arrondissement de Marseille, démarre boulevard National, sous les viaducs de la ligne de Marseille-Saint-Charles à Marseille-Joliette et de l’autoroute A7. Elle traverse du sud au nord le quartier de Saint-Mauront et longe de nombreux immeubles du quartier de Saint-Mauront, croise la rue René-Cassin qui donne accès à la station de métro National puis entame une montée puis une descente jusqu’à se terminer au carrefour avec le boulevard Ferdinand-de-Lesseps et le boulevard Danielle-Casanova.
La rue mesure 1 035 mètres de long et 14 mètres de large.

## Origine du nom
La rue doit son nom à Félix Pyat (1810-1889), journaliste, auteur dramatique et homme politique français.

## Historique

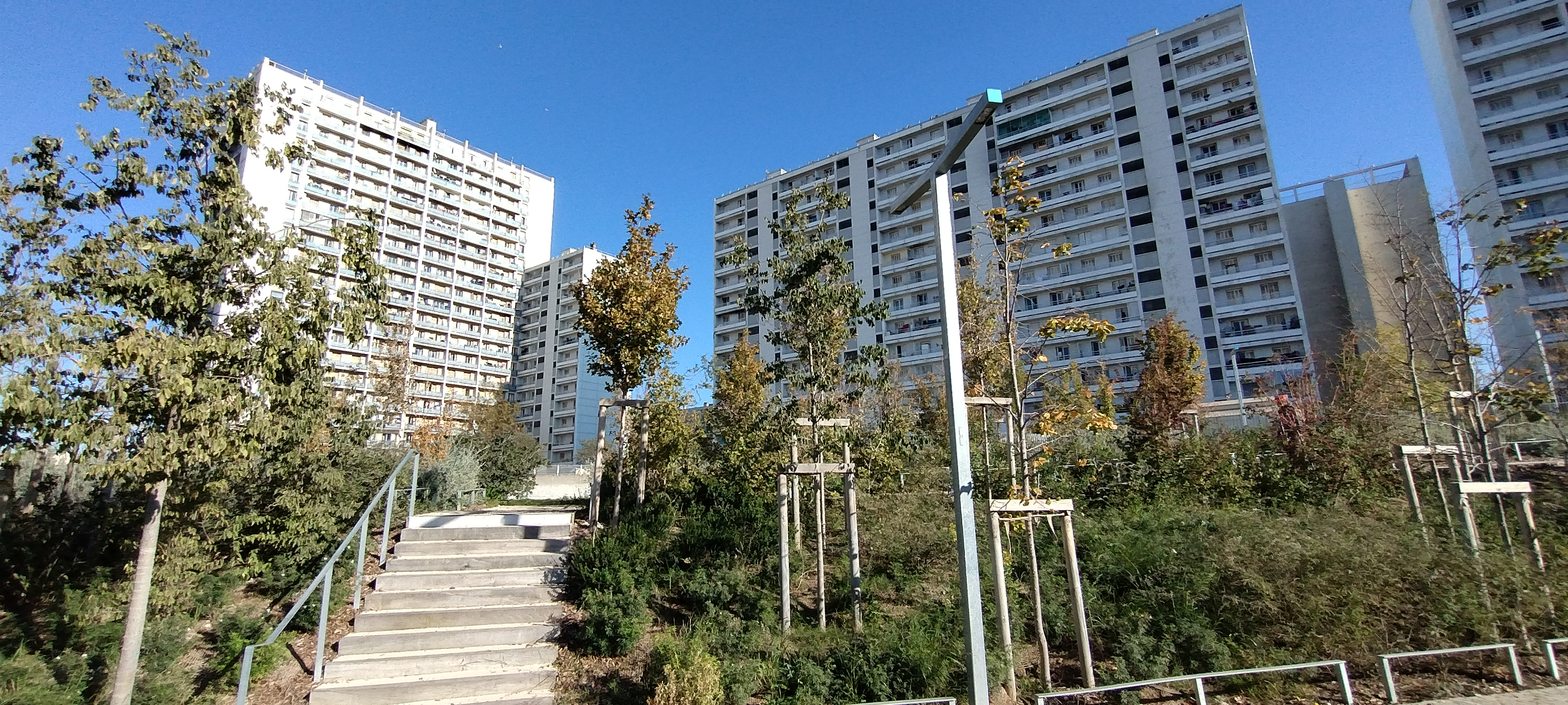
Immeubles de la cité Félix-Pyat

Cette voie qui s'appelait auparavant « Chemin de Saint-Joseph »,  a pris sa dénomination actuelle après délibération du Conseil municipal du 18 février 1910.
La rue est classée dans la voirie de Marseille par arrêté municipal du 9 juillet 1959.
Jusqu’en 2000, la rue fut desservie par la ligne de bus  de la RTM puis de 2000 à 2007 par la ligne   qui reliait les stations de métro Bougainville et Sainte-Marguerite - Dromel via le boulevard National et la gare de Marseille-Saint-Charles et ce, entre le boulevard Ferdinand-de-Lesseps et la rue René-Cassin. Depuis la suppression de cette ligne en 2007, seule la ligne   l’emprunte sur un très court tronçon entre la rue René-Cassin et la rue Auphan. La ligne  , créée en 2010, fait de même.

## Bâtiments remarquables et lieux de mémoire
- L'église Saint-Mauront est accessible via la rue Rivoire.
- Au numéro 54 se trouve l’école Félix-Pyat
- Au numéro 93 se trouvent les bâtiments locaux d’Orange.
- Au numéro 143 se trouve la célèbre cité Parc Bellevue, dite « Félix Pyat » ou « 143 Félix Pyat » souvent mentionnée dans des reportages télévisés sur les faits divers à Marseille, dans des longs-métrages tels que La Vieille Dame indigne, Taxi 4, etc ou dans des chansons de rap français, d’où sa réputation[2]. S’ajoutent à ce numéro le commissariat de police du 3e arrondissement ainsi que l’école maternelle Parc-Bellevue.
- Au numéro 146 se trouve le collège privé Saint-Mauront.
- Au numéro 190 se trouve le siège local de l’Armée du Salut.